# Enock Mwepu
Enock Mwepu (ur. 1 stycznia 1998 w Lusace) – zambijski piłkarz, który występował na pozycji pomocnika w angielskim klubie Brighton & Hove Albion oraz w reprezentacji Zambii. Wychowanek Power Dynamos, w trakcie swojej kariery grał także w takich zespołach, jak NAPSA Stars FC, Kafue Celtic FC, FC Liefering oraz Red Bull Salzburg.
W październiku 2022 roku Mwepu ogłosił zakończenie swojej kariery ze względu na wykrycie u niego poważnej wady serca.